# Kenyentulus minys
Kenyentulus minys är en urinsektsart som beskrevs av Yin 1983. Kenyentulus minys ingår i släktet Kenyentulus och familjen lönntrevfotingar. Inga underarter finns listade i Catalogue of Life.